# Cattleya amethystoglossa
Cattleya amethystoglossa trata-se de uma espécie brasileira classificada por Lindley e Reichenbach f. que, segundo algumas fontes, apareceu na coleção de Reichenhein, que a recebeu de Drino e coletada pela primeira vez na Bahia em 1856. Foi conhecida como Cattleya guttata variedade prinzi Reichenbach f. e teve ainda vários outros nomes entre 1856 e 1882. Foram Lindley e Reichenbach f. os primeiros a usar o nome de Cattleya amethystoglossa. Há registros de que esta espécie apareceu na Inglaterra pela primeira vez na coleção de S. Coventry de Hampshire, sendo posteriormente transferida para R. Warner de Broomfield.

## Habitat
Seu principal habitat é no sul da Bahia, em uma altitude entre 900 e 1 200 metros, matas altas e claras na Serra do Mar e muito chuvoso nos meses de verão. Entre Julho e Outubro, o local fica sujeito a seca, formando um tapete de folhas secas com aproximadamente meio metro de altura.
Ela aparece vegetando sobre coqueiros em pastos próximos ao Parque Nacional do Pau-Brasil.
Outro habitat - mais ao centro do sul da Bahia e próximo a Serra do Sincorá -  fica a 900 metros de altitude, região paupérrima em vegetação e com longa duração de violenta seca. Nas margens de um rio (seco) vegetam touceiras da Cattleya amethystoglossa, às vezes com mais de trinta pseudobulbos e com mais de um metro de altura. Todos com folhas e com pouca desidratação. Ela aparece também na Serra do nordeste de Minas Gerais e ao norte do Espírito Santo.

## Principais variedades
- Orlata - Pétalas e sépalas pintalgadas de cor ametista. Labelo cor de ametista com lóbulos laterais cobrindo a coluna e suas margens de cor ametista.
- Salmonea - Pétalas e sépalas de cor salmão e rosadas. Algumas apresentam pouca pinta púrpura.
- Aurea - Pétalas e sépalas de cor amarelo-ouro pintalgadas de púrpura. Labelo de cor ametista.
- Caerulea - Pétalas e sépalas de cor azulada pintalgadas de caerulea. Labelo também caeruleo.

## Planta
Planta robusta epífita ou rupícola com pseudobulbos cilíndricos e vincados de até um metro de altura.
Portando duas ou três folhas de 15 centímetros de comprimento, coriáceas, arredondadas e de cor verde escuro acinzentado.
Hastes florais de 15 cm de altura que surgem do ápice dos pseudobulbos e base das folhas, portando até 15 flores.

## Flor
Flor de sete centímetros de diâmetro com pétalas e sépalas de cor rosa densamente salpicadas de púrpura. Labelo em forma de istmo com lóbulos laterais, cobrindo a coluna e na cor ametista. Sua duração média é de quinze dias.

## Época de floração
Floresce de Agosto a Outubro.
O curioso é que as flores das plantas do segundo habitat descrito (centro-sul da Bahia) sempre florescem em Maio e duram somente dois ou três dias.

## Cultura
Ao copiar seu principal habitat, sua cultura, em vasos de barro com xaxim desfibrado e pendurados a altura próxima de um metro de tela de setenta por cento, tem sido bem-sucedida.
Regas diárias na época da vegetação de novos pseudobulbos. No restante do ano há poucas regas.
Durante a floração também há poucas regas.